# پودگوژه (شهرستان بیاووبژگی)
پودگوژه (به لهستانی:  Podgórze) یک روستا در لهستان است که در گمینا رازانوو (شهرستان بیاووبژگی) واقع شده‌است. پودگوژه ۴۰ نفر جمعیت دارد.